# KkStB 310 sorozat
A kkStB 310 sorozatú gőzmozdonymozdonytípus a 210 sorozat túlhevítős változata volt. A sokak által a legszebbnek tartott osztrák gyorsvonati mozdony a neves osztrák gőzmozdonyszerkesztő, Karl Gölsdorf alkotása volt.

## Létrejötte
A 210 sorozat létrehozásával Gölsdorf a Császári és Királyi Osztrák Államvasutak számára megoldotta a síkvidéki gyorsvonatok továbbításának kérdését. Bár Gölsdorf a magas hőmérsékleteken is használható kenőolajok nehéz beszerezhetősége miatt sokáig idegenkedett a túlhevített gőz alkalmazásától, a Schmidt-rendszerű füstcsöves túlhevítőkkel világszerte elért kedvező tapasztalatok miatt ő sem halaszthatta tovább a túlhevítős rendszer átvételét. Ezért a kkStB a 210 sorozat beszerzését 1911-től Schmidt-rendszerű nagyfüstcsöves túlhevítős kivitelben folytatta. Az átalakítás természetesen mindenekelőtt a kazánt érintette, de figyelembe vették a típussal addig szerzett tapasztalatokat is. A túlhevítős változat a kkStB jelölése rendszerében a 310 sorozatjelet kapta, utalva arra, hogy tulajdonképpen a 210 sorozat módosított változatáról van szó. A mozdonyok hadijele az elődhöz képest nem változott: {\displaystyle {\tfrac {\mathrm {III\ 375} }{\mathrm {A} _{1}}}} maradt.

## Szerkezete
A 310 sorozatú mozdonyok tehát belső keretes, 1'C2' tengelyelrendezésű, azaz kapcsolt kerékpárral; előttük egy, az első kapcsolt kerékpárral együtt egy Krauss–Helmholtz-rendszerű forgóvázba foglalt futókerékpárral, illetve a kapcsolt kerekek mögött két, forgóvázba foglalt futókerékpárral készült túlhevítős, négyhengeres kompaund gépezetű, szerkocsis gőzmozdonyok voltak.

### Kazán
A mozdony állókazánja a 210 sorozatú mozdonyéhoz képest nem változott.
A hosszkazán továbbra is három övből állt: külső átmérője elöl 1,62 méter, a hátul 1,76 méter volt. Az első és harmadik kazánöv hengeres volt a középső pedig kúposan kötötte össze őket. Az első öv tengelye (középvonala) a sínkorona fölött 2,93 m, a hátulsóé 3 méter magasan helyezkedett el. A kazánt a szokásos módon a füstszekrény alatt, a füstszekrénytartónál rögzítették a kerethez, így hátrafelé dilatálhatott. Az osztrák mozdonyoknál szokásos módon a harmadik kazánövön, a harmadik kapcsolt tengely vonalában helyezték el a gőzdómot. A gőzdóm fedelére 2 db 4″-os Coale-rendszerű közvetlen rugóterhelésű biztonsági szelepet szereltek. A gőzdómból cső vezetett az állókazán hátfalán kialakított szerelvényfejhez és a lövettyűkhöz is.
A kazánba korábbi 291 helyett mindössze 170 darab 48/53 mm átmérőjű folytvas tűzcsövet építettek, a többi helyére három sorban összesen 24 db 125/133 mm átmérőjű füstcsövet építettek. A füstcsövekbe 30/38 mm átmérőjű csövekből álló túlhevítőelemek kerültek. A füstszekrényben helyezték el az amerikai rendszerű szikrafogót, a „békaszájú” gőzfúvót és a túlhevítő gőzgyűjtőszekrényét. Ez utóbbi miatt a füstszekrény hossza 2,45 méteresre nőtt. A túlhevítés szabályozása túlhevítő-védőszekrénnyel és az azon elhelyezett csappantyúkkal történt, melyeket egy kis gőzhenger (az ún. szervomotor vagy automata) mozgatott. A 10 és 380 sorozatoknál alkalmazottal azonos túlhevítőkamrába integrálták a kettős fogaskerekes működtetésű egyszerű síktolattyús gőzszabályzót. Innen a gőz a túlhevítő gőzgyűjtőszekrényének nedvesgőz-kamrájába, majd a túlhevítőelemeken át a túlhevítettgőz-kamrájába jutott, ahonnan a nagynyomású gőzhengerhez áramlott. A füstszekrényajtó az osztrák mozdonyokra jellemző kétszárnyú kivitelben készült. A kazánt 2 db, a mozdonysátorban függőlegesen elhelyezett Friedmann-rendszerű RST. osztályú szívó, ún. „restarting” frissgőz-lövettyű táplálta vízzel, melyek közül a bal oldalinak 9, a jobb oldalinak 11 mm-es furata volt.

### Gépezet
A 310 sorozatú mozdonyok gépezeti elrendezése és a gőzhengerek átmérője nem változott. A két nagynyomású hengert a keretlemezeken belül, míg a kisnyomásúakat a kereten kívülre szerelték, melyek a Borries-rendszernek megfelelően valamennyien a második kapcsolt kerékpárt hajtották. Míg a 210 sorozatú mozdonyok egy darabból készített hengeröntvénnyel készült, ezért a külső hengerek akár kisebb sérülése is a teljes öntvény cseréjét követelte, addig a 310 sorozatú mozdonyoknál – hasonlóan a 470 és 100 sorozatú mozdonyoknál alkalmazott megoldáshoz – három külön darabból készült: a két belső henger a tolattyúszekrények nélkül önálló egységet alkotott, míg az azonos oldali külső és belső henger közös tolattyúszekrénye és az ugyanezen oldali külső henger alkotott egy egységet.
A dugattyúrúd átmenő rendszerű volt; elöl a rúdvezeték nyitott hüvelyben futott. A dugattyúrudak tömszelencéi Schmidt-rendszerű fémtömítéssel készültek. A keresztfejek egyvezetékesek voltak. A hajtó- és csatlórudak I alakú keresztmetszettel készültek.
A gőzhengerek üresjárati munkájának kisnyomású a hengerfedelekre, egy-egy 8,5 bar nyomásra beállított Ricour-szelepet és hengerbiztonsági szelepet szereltek. Ezen kívül valamennyi henger- és tolattyúfedélre összesen 12 db kisméretű légszelep is került. A gőzelosztást széles, rugalmas, önfeszítő gyűrűs hengeres tolattyúk végezték. A belső beömlésű nagynyomású tolattyú 398 mm átmérőjű lett. Míg a 210 sorozatú kisnyomású tolattyú a nagynyomású tolattyú mögött helyezkedett el, addig a 310 sorozatnál a két tolattyút egyesítették: a kisnyomású tolattyút a nagynyomású tolattyútestek között középen, csőtolattyúként alakították ki.
A hengerek legnagyobb töltése mindkét irányban 83% volt.
A tolattyúrudakat ellenforgattyús Heusinger–Walschaert-rendszerű vezérművek mozgatták.  Az ellenforgattyú előremenetben a forgattyút közel 90°-kal megelőzi, más szóval a forgattyúhoz képest előresietőként ékelték föl. Ennek megfelelően előremenetben a lengőívkő a lengőív (kulissza) alsó részén helyezkedett el. A kormányvonórúd előremenetnél előre mozdult. A kormányvonórudat kormánycsavarral szabályozták.

### Keret, futómű, mozdonysátor
Megegyezett a 210 sorozatú mozdonyokéval.

### Segédberendezések
Megegyezett a 210 sorozatú mozdonyokéval.

### Szerkocsi
A 310 sorozatú mozdonyokhoz a sorozatgyártású 210 sorozatú mozdonyokkal azonos módon a kkStB egyik szabványos négytengelyes, kétforgóvázas szerkocsitípusát, a 86 sorozatú szerkocsit kapcsolták. A szép vonalú, eredetileg a 108 sorozatú mozdonyokhoz kifejlesztett szerkocsi hossztartói U-szelvényű tartók voltak, melyeket elöl a kapocsszekrény, hátul a vonószekrény kötött össze. A víztartályok tetején két oldalt hosszú, a vezetőállásról rudazattal nyitható fedelű Gölsdorf-rendszerű töltővályút alakítottak ki. A két töltővályú közé, a víztartály tetejére szerelték a széntartót. Az 1900 mm tengelytávolságú forgóvázakról a terhelést a forgóvázkeretekre a mozdonyokhoz hasonlóan gömbcsészés ágyazású forgócsap és oldalsó csúszópofák vitték át. A szerkocsira négy függőleges Hardy-rendszerű 1902. évi típusú légűrfékhengert szereltek és minden kerékpárját egy oldalról (a kerekek forgócsap felőli oldalán) fékezték. A szerkocsik 86.13 pályaszámtól kezdve nagyobb széntartóval készültek.

## Sorozatgyártás és próbamenetek
A típus sorozatgyártása még 1911-ben elkezdődött még ebben az évben 28 db-ot vett át a kkStB. Ezek közül
- a 310.01–07 pályaszámúakat Floridsdorfi Mozdonygyár,
- a 310.08–14 pályaszámúakat Bécsújhelyi Mozdonygyár,
- a 310.15–21 pályaszámúakat prágai Első Cseh-Morva Gépgyár (BMMF),
- a 310.22–28 pályaszámúakat Lokomotivfabrik der StEG készítette.

A 310 sorozatú mozdonyokkal szemben követelményként állították fel, hogy 10‰-es emelkedőn 360 tonnás vonatot 60 km/h sebességgel továbbítson. Az első mozdonyokkal a próbák során az előírt viszonyok között mégis csak 40–43 km/h sebességet értek és gépezet közel a legnagyobb hengertöltés mellett is csak 1377 lóerő maximális indikált teljesítményt értek el. Míg sík pályán a mozdonyok viszonylag jó teljesítményt mutattak, dombvidéken a mozdonyok teljesítőképessége alig haladta meg a 10 sorozatét.
Megállapították, hogy a gépezet méretei és a vezérlés beállításai miatt a gőz a tolattyúszekrényig jelentős nyomásesést szenved. A legkedvezőbb lett volna a nagynyomású hengerek átmérőjét 400–410 mm-re növelni, ezt azonban a jelentős költségek miatt elvetették.
Rudolf Sanzin osztrák mérnök kitartó vizsgálatainak eredményeképpen végül a kazánnyomás 15-ről 16 bar-ra, az átömlési nyomás 8,5-ről 9 bar-ra emelése mellett döntöttek. Ezen kívül a vezérlést kismértékben módosították: a tolattyú vezérlőéleinek meghosszabbításával az elősietést korlátozták ezáltal a negatív túlfedések is csökkentek. A korábbi egységes hengertöltések helyett a kisnyomásúakét 4%-kal csökkentették. Az indítóberendezés működtetését a kisnyomású tolattyúk helyett a nagynyomásúak vették át.
A változtatások eredményeképpen a megkívánt teljesítményprogramot már könnyen teljesítették. A gépezet csúcsteljesítménye a végsebességnél elérte az 1800 indikált lóerőt és sík pályán 400 tonnás vonatot a 110–115 km/h sebességgel is továbbított. Mindezek ellenére a gépezet ellenállása a nehéz tolattyúszerkezet miatt a többi mozdonytípushoz képest viszonylag nagy maradt, azaz a mozdony teljesítményének a szokásosnál nagyobb része volt szükséges önmagának a továbbítása. Ez a tulajdonságuk a 310 sorozatot kimondottan síkpálya gyorsvonati mozdonnyá tették.
Az 1912-től gyártott példányok már a módosított kivitelben készültek:
- a 310.29–37 pályaszámúakat 1912-ben a Bécsújhelyi Mozdonygyár,
- a 310.38–46 pályaszámúakat 1912-ben Lokomotivfabrik der StEG,
- a 310.47–50 pályaszámúakat 1912-ben a Floridsdorfi Mozdonygyár,
- a 310.51–55 pályaszámúakat 1913-ban Lokomotivfabrik der StEG,
- a 310.56–60 pályaszámúakat 1914-ben a Floridsdorfi Mozdonygyár,
- a 310.61–62 pályaszámúakat 1914-ben Lokomotivfabrik der StEG,
- a 310.63–66 pályaszámúakat 1914-ben a prágai Első Cseh-Morva Gépgyár (BMMF),
- a 310.67–70 pályaszámúakat 1914-ben a Floridsdorfi Mozdonygyár,
- a 310.71–72 pályaszámúakat 1915-ben a Floridsdorfi Mozdonygyár,
- a 310.73–78 pályaszámúakat 1914-ben Lokomotivfabrik der StEG,
- a 310.79–81 pályaszámúakat 1915-ben Lokomotivfabrik der StEG,
- a 310.82–84 pályaszámúakat 1915-ben a Floridsdorfi Mozdonygyár,
- a 310.85–87 pályaszámúakat 1915-ben a prágai Első Cseh-Morva Gépgyár (BMMF),
- a 310.88–90 pályaszámúakat 1916-ban a schlani Breitfeld & Daněk szállította.

Két mozdonyhoz a nagyobb befogadóképességű 88 sorozatú szerkocsikat (lásd később) szállították.

## Üzemük az első világháború végéig
A 310 sorozatú mozdonyok az első világháború végéig a kkStB legtöbb fővonalán átvették a gyorsvonatok továbbítását. Így többek között:
- a Bécs–Salzburg,
- a Bécs–Prága,
- a Bécs–Eger (ma: Cheb)
- a Bécs–Krakkó–Lemberg (ma: Lviv) vonalakon közlekedtek.

A 310-esek 1915-ben az alábbi fűtőházaknál szolgáltak:
- Rzeszów: 9 db,
- Bécs NB: 21 db,
- Prága-Nusle: 5 db
- Lemberg (ma: Lviv): 2 db,
- Bécs I: 16 db,
- Bécs II: 6 db és
- Budweis I (ma: České Budějovice): 7 db.

## A 310.300 sorozatú mozdonyok

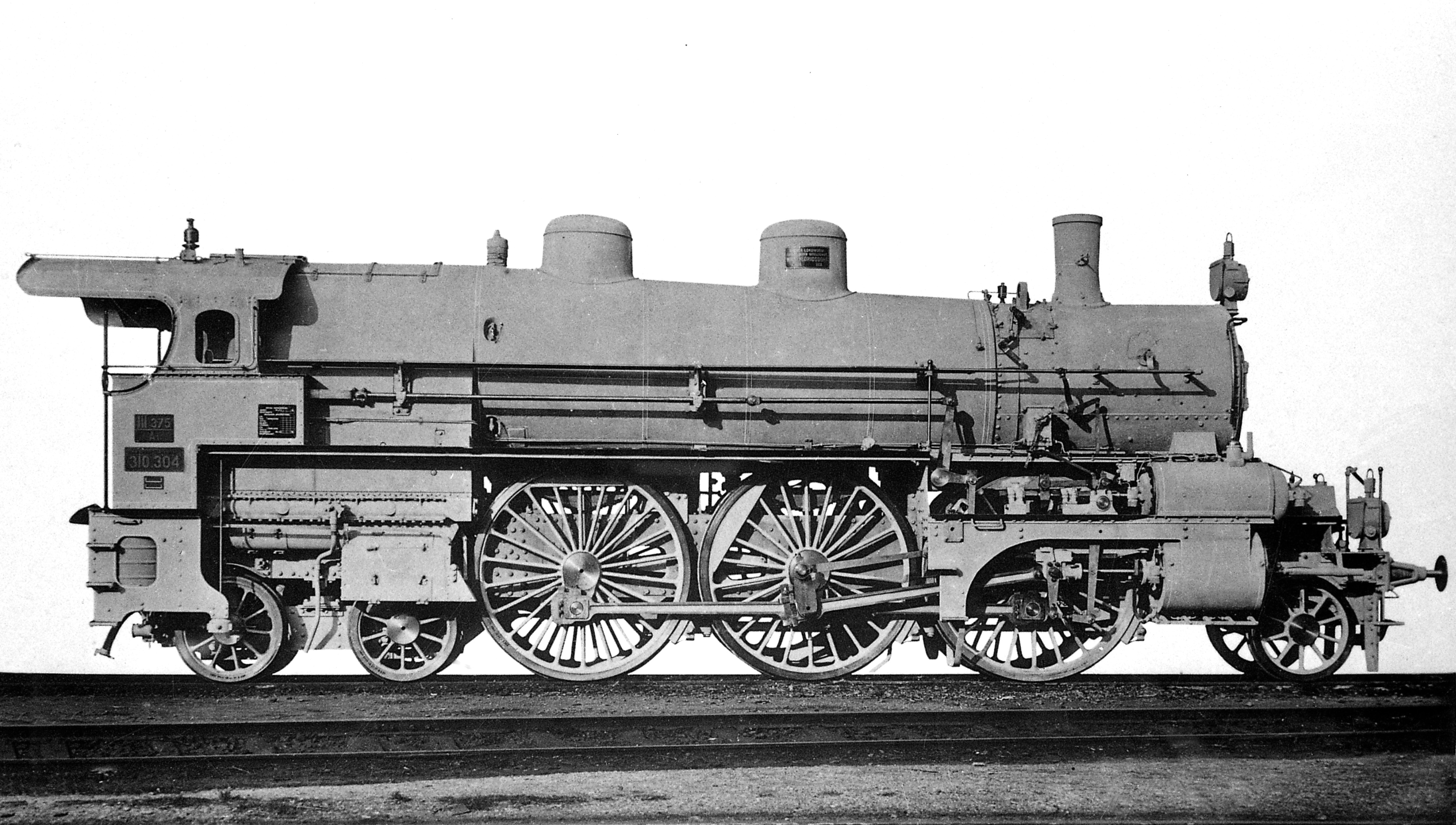
A kkStB 310.304 pályaszámú mozdonya Brotan–Deffner-rendszerű kazánnal

Az első világháborús hadianyaggyártás okozta rézhiány hazánkhoz hasonlóan Ausztriában is problémát okozott a mozdony tűzszekrényének vörösréz-szükséglete miatt. Ezért további 310 sorozatú mozdonyok beszerzése is a vörösréz-tűzszekrény kiváltásával volt csak lehetséges. Ez két módon történhetett: folytvas tűzszekrények beépítése, vagy Brotan–Deffner-rendszerű vízcsöves állókazán alkalmazásával. Végül, valószínűleg a MÁV ez irányú kedvező tapasztalatai miatt az utóbbi mellett döntöttek. A 310.300 alsorozatba sorolt mozdonyokat Floridsdorfi Mozdonygyár készítette – ebben vélhetően az is szerepet játszott, hogy az osztrák gyáraknak ilyen mozdonyok építésében nem volt gyakorlatuk, ugyanakkor szintén Floridsdorfban készültek a KsOd VImb. osztályú, szintén Brotan–Deffner-kazános, Mallet-rendszerű mozdonyai.
A mozdonyok kazánja számos ponton módosult. A hosszkazán első két öve hengeres kivitelben készült 1,62 m külső átmérővel. A 21,5 mm-es lemezekből készült harmadik öv viszont erősen kúpos alakú lett: az állókazánhoz csatlakozó átmérője 1,89 m volt. A második és harmadik kazánövre egy-egy 790 mm átmérőjű dóm került: a hátulsó a gőzdóm, az elülsőben pedig a Pogány-rendszerű víztisztító kapott helyet. A vízcsöves állókazán felül 2 db 600 mm átmérőjű előfej, alul öntöttvas talpkoszorú határolta. Az oldalfalakat 58db 85/95mm átmérőjű folytvas vízcső alkotta, a csőfal 28 mm vastag vörösrézlemezből készült. Az alapkoszorút és a hosszkazánt két 150 mm átmérőjű cső kötötte össze. Az egész kazán a kereten kissé hátrébb került, így a súlyelosztás miatt a füstszekrényt 56 mm-rel meghosszabbították. A hosszkazánban a túlhevítő változatlan maradt, de tűzcsövek számát 152 db-ra csökkentették. A rostély szintén kisebb, 4,12 m² felületű lett. A biztonsági szelepeket a hosszkazán legnagyobb átmérőjű, hátsó köpenyrészére helyezték át.
Néhány egyéb, kisebb módosítást is végrehajtottak: a hátsó futóforgóváz tengelyeit a 629 sorozatnál alkalmazott, nagyobb űrtartalmú kenőolaj-tartályokkal látták el. A védház tetejét a 470 sorozat mintájára hátrafelé meghosszabbították. Az első két mozdony hajtott tengelyei egyrészes kivitelben, a többi nyolcé a witkowitzi (ma: Vítkovice (Ostrava)) vasmű saját szabadalma alapján háromrészes kivitelben készült.

### A 88 sorozatú szerkocsik
A 310.300 sorozatú mozdonyok mindegyikéhez a kkStB 88 sorozatú négytengelyes szerkocsiját kapcsolták. A korábban alkalmazott 86 sorozatú szerkocsi kapacitása 400 tonnás vonatok továbbítását a készletek kiegészítése nélkül csak mintegy 130 km-es szakaszon tette lehetővé. A Johann Rihosek által tervezett új, kétforgóvázas szerkocsi forgóvázai szokatlan módon belső elrendezésű kerettel készült. A forgóvázak szerkezete megegyezett a 106 és 206 sorozatú mozdonyok futóforgóvázaiéval, mindössze a tengelytáv csökkent a 86 sorozatéval azonos, 1900 mm értékre. A kerékpárok megegyeztek a 310.300 sorozat hátsó futókerékpárjaival. A szerkocsi két, egymástól 1950 mm-re fekvő hossztartója 300 mm-es hengerelt U-profil volt. A forgóvázak fix forgócsappal és oldalsó gömbtámaszokkal kapcsolódtak az alvázhoz. Az alvázra egy hosszú és széles, 30 m³ kapacitású víztartály szereltek, melyet a tengelyterhelés korlátozottsága miatt beépített túlfolyócső csak 27 m³ vízzel engedett kiszerelni. A víztartály tetejére került a széntartó, melynek alja erősen előrefelé lejtett. A tartót púpozás nélkül 10 m³ szénnel lehetett megrakni. A szerkocsi vonószekrényébe két Hardy-rendszerű függőleges légűrfékhengert építettek és minden kerékpárt egy oldalról (a kerekek forgócsap felőli oldalán) fékezték; a teljes féktuskóerő a félig rakott szerkocsi súlyának 70%-a volt.
A szerkocsik közül hetet a Floridsdorfi Mozdonygyár, hármat a prágai Ringhoffers Waggonfabrik készített.
Az első világháború végén a kkStB már csak a 310.300–306 pályaszámú mozdonyokat vehette át. A 310.307–309 pályaszámú mozdonyok a Floridsdorfi Mozdonygyár tulajdonában maradtak.

## Pályafutásuk az első világháború után
Az első világháborút követően a 310-esek közül
- 53 db a BBÖ-höz,
- 25 db a ČSD-hez,
- 12 db a PKP-hez került.

A kkStB mozdonyállagának végleges felosztása nyomán 1923-ig még a BBÖ még tíz mozdonyt adott át a ČSD-nek.
A 310.300 sorozatú mozdonyok Ausztriában maradtak. Azonban az osztrák köztársaság hegyvidéki országgá vált, így nem tudott feladatot találni a síkvidéki szolgálatra optimalizált mozdonyoknak. Ezért a kkStB (egyik) rövid életű utódja, a Németosztrák Államvasutak (Deutschösterreichische Staatsbahnen, DÖStB) a nála lévő, illetve a még át nem vett példányoknak a Floridsdorfi Mozdonygyár kénytelen volt vevőt keresni. A tíz mozdony közül végül hetet a Porosz Államvasutak, hármat a PKP vásárolt meg.

### Ausztria
A BBÖ a végül nála maradt 43 példányt a korábbi kkStB-pályaszámukon tartotta nyilván. A mozdonyok számára megfelelő felhasználási terület csak a Westbahn-on mutatkozott, bár annak lejtviszonyai sem voltak igazán ideálisak számukra: a próbák alapján a vonal gyorsvonatait meglehetősen magas szénfogyasztással továbbították. A négy kapcsolt kerékpárú 113 sorozatú mozdonyok nagyobb számú üzembe állításával a 310-eseket csak könnyebb gyorsvonatok és a mindössze 240 tonnás Arlberg-expressz továbbítására használták, illetve néhány példányt a semmeringi vasútvonalra helyezték át, könnyű, motorpótló szolgálatra. Hamarosan azonban már csak távolsági személyvonatok élén voltak láthatók. Az 1930-as évek gazdasági válságában tizenegy példány üzemen kívül állt, három mozdonyt pedig le is selejteztek. A mozdonyok honállomása Bécs West, Linz és Graz volt.
Az Anschlusst követően a mozdonyok a DRB állagába kerültek, mely a 16 001–040 pályaszámokon tartotta azokat nyilván, a sorozatjel 16{\displaystyle {}^{0}} lett. A 86 sorozatú szerkocsik típusjele 2'2' T21, a 88 sorozatúaké 2'2' T27 lett, ténylegesen azonban az eléjük csatolt mozdonyok sorozatjelét és pályaszámát viselték. A mozdonyokat újra Bécs különböző fűtőházaihoz kerültek és újra gyorsvonatokat továbbítottak. Az állomány kiegészítésére szintén Bécsbe kerültek a PKP-eredetű 16 041 és 16 045–050 pályaszámú mozdonyok is. 1942-től a Bécs-Nord–Wildenschwert (ma: Ústí nad Orlicí) vonalon is jártak, Bécs Ostból Pozsony, Brünn (ma: Brno), Lundenburg (ma: Břeclav) és Oderberg (ma: Bohumín) állomásig továbbítottak gyors-, személy és üres tehervonatokat. 1944-től a szénhiány miatt a gazdaságtalan üzemű típust leállították és fűtőgépként több mozdony Németország belső részébe került.
A második világháború végén az BBÖ-eredetű 16 sorozatú mozdony szovjet kézre 29 példány került: huszonhárom Ausztria szovjetek által megszállt területén (elsősorban Stadlau, majd Strasshof fűtőházában) maradt és rájuk Vörös Hadsereg „T–CCCP” hadizsákmány-jele (T=трофейный, azaz zsákmány) került, míg ötöt csehszlovák, egyet (16 026) magyar területen ért a háború vége. Az osztrák területen maradtak közül mindössze egy példány volt üzemképes, de rövidesen azt is leállították. Négy mozdonyt háborús sérülésük miatt 1947-ben selejteztek. Az USA által megszállt övezetben, a linzi fűtőháznál hét mozdony maradt, melyek közül állapotuk miatt kettőt kellett selejtezni, míg a többit 1947-től fővizsga után üzembe állították.
A szovjet hadizsákmány példányok közül az USIA (УСИА, Управление советским имуществом в Австрии, azaz Szovjet Javak Igazgatósága Ausztriában) 1952-ben tizenkielnc példányt leselejtezett.
Az Osztrák Szövetségi Vasutak által 1953-ban bevezetett új számozási rendszerbe már csak az említett öt példányt vették fel. A mozdonyok megtartották a DRB-nél viselt azonosítójukat, mindössze a sorozatjel és a pályaszám közé került pont (.), a 100-nál alacsonyabb pályaszámú járművek pályaszáma pedig régi osztrák mintára két számjegyűre változott. A hivatalos sorozatjel 16 lett. A szerkocsik újra önálló jelölést kaptak; sorozatjelük 9086, illetve 9088 lett. Három példány Mürzzuschlag, majd rövidesen Villach fűtőházhoz került, de már csak ritkán közlekedtek. Két példányt 1956-ban selejteztek, egyet fűtőgéppé minősítettek át. Az utolsó két 16-ost 1957-ben selejtezték.
A CSD 1954-ben a még nála lévő négy példány közül a három gurulóképeset visszaadta, de ezek új pályaszámot nem kaptak és az Osztrák Szövetségi Vasutak még abban az évben selejtezte őket.

### Poroszország
A Porosz államvasutak a vesztes első világháború után számos korszerű, nagy teljesítményű mozdonyát volt kénytelen a győztes hatalmaknak jóvátételként átadni. Az így keletkezett mozdonyhiány enyhítésére a Berlini Vasútigazgatóság (Eisenbahn-Direktion Berlin) megvásárolta a 310.300–303 310.305–306 és 310.309 pályaszámú mozdonyokat. A hét járművet S 11 sorozatjellel, Berlin 1301–1307 pályaszámokkal vették állományba.
A mozdonyok itt nem voltak sikeresek: szerkezetük eltért a Poroszországban szokásostól. Rostélyfelületüket a gyenge minőségű osztrák szenekre méretezték, így a magasabb fűtőértékű német szenekkel nem üzemeltek gazdaságosan. A túlhevítés hőfokát alacsonynak, a szénfogyasztást túl magasnak találták és a bonyolult kettős tolattyút sem kedvelték. Tengelyterhelésük is számottevően kisebb volt, mint az ott szokásos 16–18 tonna, így vonóerejük is elmaradt a porosz három kapcsolt kerékpárú gyorsvonati mozdonyokétól.
Ezért a mozdonyokat 1919. végén átadták a Kattowitzi (ma: Katowice) Vasútigazgatóságnak, ahol a Kattowitz 1301–1307 pályaszámokat kapták. Itt sem szolgáltak sokáig: még 1921-ben a legkeletibb felső-sziléziai területek átadásával Lengyelországba kerültek, ahol a PKP vette őket állományba.

### Lengyelország
A PKP az állományába került 310 sorozatú mozdonyoknak eredeti számaik sorrendjében a Pn 12-1–12 pályaszámokat adta. A 310.300 sorozatú gépeket – függetlenül attól, hogy Poroszországból érkeztek-e – szintén eredeti kkStB-pályaszámaik sorrendjében a Pn 12-13–22 pályaszámokon vette állagba.
A 86. sorozatú szerkocsik közül egyetlen példány került a PKP-hez, ahol az a 21D11-1 pályaszámot kapta. A 88. sorozatú szerkocsik sorozatjele 27D11 lett.
A mozdonyok honállomása Krakkó, Rzeszów és Lwów (ma: Lviv) voltak és a Krakkó–Lwów, Krakkó–Katowice és egy ideig a Krakkó–Varsó vonal gyorsvonatait továbbították, de rövidesen korszerűbb típusokkal váltották fel őket.
A második világháború kezdetén egy, majd a Wehrmacht keleti előrenyomulása során 1941-ben még kilenc példány került a DRB állományába, melyek a 16 041–050 pályaszámokat kapták. Ezek közül a 16 042–044 pályaszámúak eredetileg 310.300-asok voltak. 1944-ben még 11 példányt vett állagba a DRB, 16 061–071 pályaszámokkal.
A háború végét a mozdonyok többsége Ausztriában érte meg. A járművek nagy része szovjet hadizsákmányjelet kapott. A gurulóképes példányokat, összesen hetet a szovjetek 1948–1949-ben visszaadták a Lengyelországnak, a roncsokat pedig helyben szétbontották. A visszaadott mozdonyok nem a korábbi PKP-számukat kapták vissza, hanem pályaszámcsoport-tömörítéssel, az eredetitől eltérő sorrendben a Pn 12-1–7 pályaszámokat kapták, de már 1950. végéig le is selejtezték őket.

### Csehszlovákia
A 310-esek sorsa legkedvezőbben Csehszlovákiában alakult. A ČSD-hez került 35 db jármű az első években a korábbi sorozat- és pályaszámokon üzemeltettek tovább. A Monarchia vasúttársaságai járműparkjának végleges felosztása után, 1925-ben bevezetett jelölési rendszernek megfelelően a mozdonyok a 375.001–35 pályaszámokat kapták, míg a szerkocsik sorozatjele 621.0, 821.0 és 727.0 lett. A korszerűbb, csehszlovák gyártású típusok megjelenéséig a 375.0 sorozatú mozdonyok a ČSD legfontosabb fővonalain továbbították a gyorsvonatokat. Honos fűtőházaik Nusle (ma: Prága-Vršovice) és Podmokly (Děčín) voltak, ezen kívül tíz mozdonyt szlovák területre, Pozsony fűtőházhoz helyeztek. A járművek a Prága–Plzeň–Cheb, a Prága–Brno–Pozsony–Szob, a Prága–Děčín és a Prága–České Velenice vonalak gyorsvonatait, például a Berlin–Budapest, a Berlin–Bécs és a Prága–Párizs nemzetközi gyorvonatokat továbbították, köztük nem ritkán 550 tonnás szerelvényeket is.
A 375.0 sorozatú mozdonyok ČSD által engedélyezett vonatterheléseit az alábbi táblázat szemlélteti:
| Pálya- emelkedés | 50 km/h | 60 km/h | 70 km/h | 80 km/h | 90 km/h | 100 km/h |
| ---------------- | ------- | ------- | ------- | ------- | ------- | -------- |
| 0‰               | –       | 1310 t  | 985 t   | 735 t   | 545 t   | 400 t    |
| 3‰               | 860 t   | 690 t   | 540 t   | 415 t   | 315 t   | 235 t    |
| 5‰               | 630 t   | 505 t   | 400 t   | 305 t   | 230 t   | 170 t    |
| 8‰               | 430 t   | 340 t   | 270 t   | 205 t   | 150 t   | 105 t    |
| 10‰              | 350 t   | 275 t   | 215 t   | 160 t   | 110 t   | 75 t     |
| 14‰              | 235 t   | 180 t   | 135 t   | 100 t   | –       | –        |
| 25‰              | 90 t    | –       | –       | –       | –       | –        |

A példásan karbantartott mozdonyokon több korszerűsítést is végrehajtottak: így a légűrfék helyett légnyomásos fékkel, a villanyvilágítás áramellátására turbódinamóval, a hatásfok javítására Friedmann–Metcalfe-rendszerű LF osztályú fáradtgőz-lövettyűvel szerelték fel őket. A füstszekrényajtót a ČSD-nél szabványos enyhén domború, központi zárású egyszárnyú típussal váltották fel, a mozdonyok egy részének kéményére a MÁV-nál elterjedt galléros füstterelőt szereltek.
A 387.0 sorozatú mozdonyok elterjedésével fokozatosan kisebb jelentőségű vonalakra kerültek át. Baleset miatt 1928-ban egy példányt selejtezni kellett.
A ČSD járműállományának felosztásakor 24 db mozdonyt a ČMD-BMB, kilenc példányt a Szlovák Vasutak (SŽ) kapta meg és változatlan pályaszámokkal üzemeltek tovább. A ČMD-BMB-nél a mozdonyok Prága-Vršovice,České Budějovice, Moravská Ostrava, Přerov és Brno fűtőházainál szolgáltak. A háború végén négy osztrák eredetű példány csehszlovák területen maradt. Ezek közül hármat zsákmányként ČSD 375.0500–502 pályaszámokkal állagba vett, majd 1954-ben az Osztrák Szövetségi Vasutak-nek átadott. A szintén BBÖ-eredetű 375.0503-at 1952-ben Lengyelországnak adta át. A 375.0 sorozat végül 1949–1950-ben, a 475.1 sorozatú mozdonyok üzembe állításával vált végleg feleslegessé: a sorozat tagjait 1954-ig kiselejtezték.

## Megőrzött példányok

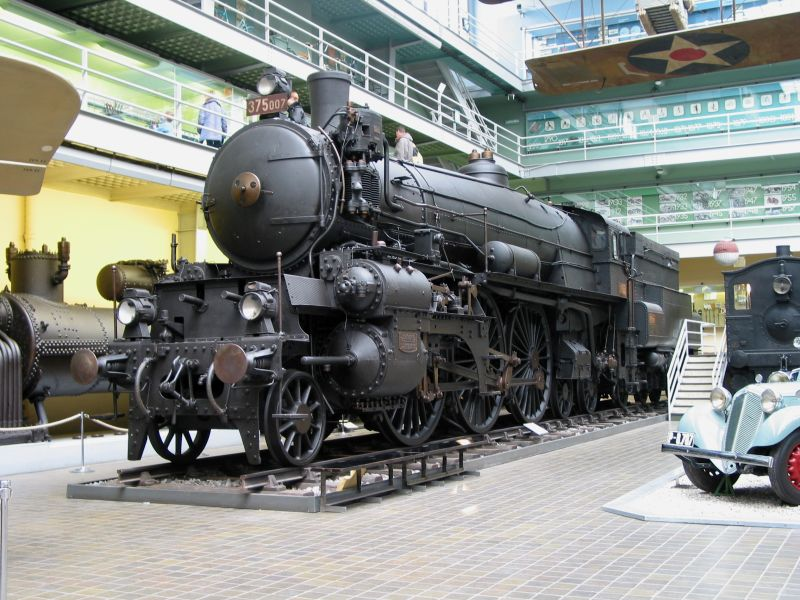
A ČSD 375.007 (eredetileg a kkStB 310.15) pályaszámú mozdonya a Prágai Nemzeti Technikai Múzeum kiállítva

| Pályaszám        | Gyártási év | Állapot       | Tulajdonos/telephely                                |
| ---------------- | ----------- | ------------- | --------------------------------------------------- |
| 375.007 (310.15) | 1911        | nem üzemképes | Prágai Nemzeti Technikai Múzeum, Prága              |
| 310.23           | 1911        | üzemképes     | Technisches Museum Wien / Eisenbahnmuseum Strasshof |